# 治金丸
治金丸（じがねまる）は、15世紀に作られたとされる日本刀（脇差）である。日本の国宝に指定されており、沖縄県那覇市にある那覇市歴史博物館所蔵。文化財指定名称は、「黒漆脇差拵 刀身無銘（号 治金丸）」。

## 概要
琉球の正史である『球陽』によれば、1522年（大永2年）に宮古島の豪族である仲宗根豊見親（なかそね とぅゆみゃ）が尚真王へ献上したものとされる。また、異説には1500年（弘治13年）に石垣島平定（オヤケアカハチの乱）を慶賀して宮古島の豊見親玄雅夫婦が尚真王へ献上されたともいわれている。
また、伝承によれば、嘉靖年間に本作がただならぬ名刀であることから尚真王は阿波根（唐名・虞建極）に命じて京まで本作を研ぎに出すことにした。阿波根は京へ遣わされて研ぎ師に研がせたが、本作が宝刀であることを察した研ぎ師は偽物にすり替えて渡した。阿波根はこれに気づかず琉球に帰ったが、研ぎに出す前に王妃が刀の形を密かに壁に書き写していたことから偽物であることが判り、王は再び阿波根に命じて本作の取り戻しに京へ向かわせた。阿波根は3年の歳月をかけて本作を取り戻し、王は本作を取り戻したことを大いに喜び、阿波根に領地と爵位を与えたといわれている。

## 作風

### 刀身
刃長（はちょう、刃部分の長さ）は53.8センチメートル。造込（つくりこみ）は平造りになっている。無銘であるが、応永信国の作と推定されている。

### 外装
拵（こしらえ）の全長は73.6センチメートル。17世紀に日本で作られたものであり、室町時代後期の刀鞘の形式を踏襲している。鞘は黒漆塗り、柄（つか、日本刀の握る持ち手のところ）は黒漆塗りに鮫皮が施されている。鍔と切羽は千代金丸と同形式ではあるが、本作の方が出来が格段に良いとされている。